# Precipício de Bisontes de Head-Smashed-In
O Precipício de Bisontes de Head-Smashed-In localiza-se no sudoeste de Alberta, a cerca de 18 km de Fort Macleod. Os indígenas conduziam manadas de búfalos para esse precipício, para eles cairem e morrerem. Head-Smashed-In já é utilizado desde há 5700 anos para este fim. 
Head-Smashed-In é um local único, que foi encontrado quase intocado. Ossos foram encontrados a 11 metros de profundidade na base do precipício. Os arqueólogos, usando datação por Carbono-14 descobriram que os ossos tem entre 200 e 5700 anos
Embora não tenha sido usado para matar desde há 150 anos, a Nação índia de Blackfoot usou-o como local para matar búfalos por muitos milhares de anos. Head-Smashed-In é um local espiritual muito importante para os Blackfoot. O local é Património Mundial da UNESCO desde 1981.